# Bruno Dumézil
Bruno Dumézil (ur. 1976) – francuski historyk, mediewista.

## Życiorys
Uczeń Michela Rouche’a. Wykłada w średniowiecznej historii na Université de Paris X. Jest dalekim kuzynem Georgesa Dumézila. Jego zainteresowania naukowe dotyczą: religii, kultury oraz społeczeństwa na średniowiecznym Zachodzie, Merowingów oraz roli kobiet w okresie wczesnego średniowiecza.

## Wybrane publikacje
- Les racines chrétiennes de l’Europe: Conversion et liberté dans les royaumes barbares Ve – VIIIe siècles, Paris, Fayard 2005, ISBN 2-213-62287-6.
- La société médiévale en Occident, Ellipse, Paris, 2006.
- Le Bréviaire d’Alaric, aux origines du code civil, ouvrage collectif sous la direction de M. Rouche et B. Dumézil, PUPS, Paris, 2008.
- La Reine Brunehaut, Fayard 2008, ISBN 978-2-213-63170-7.
- Les royaumes barbares en Occident, avec Magali Coumert, PUF, coll. « Que sais-je? », 2010, ISBN 978-2-13-057577-1.
- Des Gaulois aux Carolingiens, PUF, coll. « Une histoire personnelle de ... », 2013, ISBN 978-2-13-059225-9.

## Publikacje w języku polskim
- Chrześcijańskie korzenie Europy: konwersja i wolność w królestwach barbarzyńskich od V do VIII wieku, przeł. Piotr Rak, Kęty: Wydawnictwo Marek Derewiecki 2008.
- Królowa Brunhilda, przeł. Krystyna Antkowiak, Kęty: Wydawnictwo Marek Derewiecki 2018.